# Cryptus rubricans
Cryptus rubricans là một loài tò vò trong họ Ichneumonidae.